# Biotoop

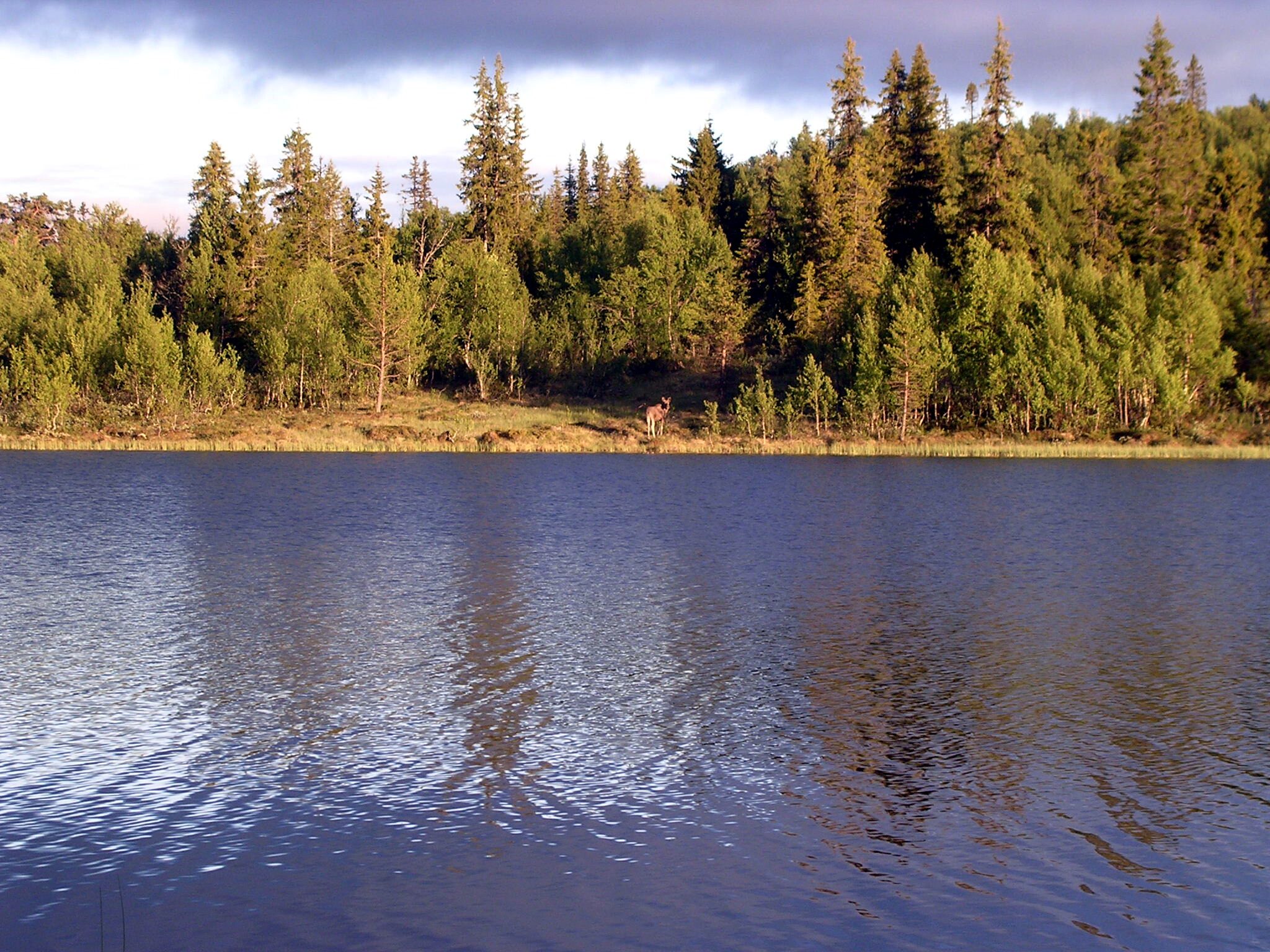
Biotoop van de eland in Noorwegen

Een biotoop (Gr: βίος (bíos) - leven, τόπος (tópos) - plaats) is een gebied met een uniform landschapstype (ecotoop) waarin een bepaalde levensgemeenschap met organismen kan gedijen.
Een biotoop moet worden onderscheiden van bioom, niche, verspreidingsgebied en habitat. Een habitat van een soort is de specifieke plaats (of plaatsen) waar deze soort zich ophoudt. Een biotoop kan een habitat zijn van verschillende soorten. In het biotoop bos kunnen bijvoorbeeld voorkomen de winterkoning, de eekhoorn en de berk. De winterkoning heeft zijn habitat in het bos, maar ook in andere biotopen zoals duin, moeras en stadstuin.

## Milieufactoren
| - Landschap - Ecotoop of landschapselement - Biotoop - Levensgemeenschap |

Bij planten en vegetaties spreekt men ook wel van standplaats en standplaatsfactoren (abiotische en biotische factoren). Binnen een levensgemeenschap (of biocoenose) is een biotoop een specifiek ecosysteem dat zich dynamisch naar een climax zal ontwikkelen, die met het klimaat evolutionair zal veranderen.
Abiotische milieufactor is de term voor een externe milieufactor die geen biologische oorsprong heeft, zoals klimaat, bodem, reliëf en water. Biotische (milieu-)factoren zijn in een ecosysteem de organismen van andere soorten die invloed kunnen uitoefenen op het leven en de populatie van een soort. Daarnaast kunnen andere individuen van dezelfde soort een biotische factor zijn.

## Voorbeelden
Voorbeelden van onderling sterk verschillende biotopen zijn het hooggebergte, het tropisch regenwoud, savannes, moerassen en woestijnen. Ook rivieren, zeeën, meren, bossen, duinen en polders vormen een biotoop.

## Molenbiotoop
Ook bij windmolens spreekt men van het molenbiotoop, waarmee de omgeving van de molen, op zich een abiotisch element, bedoeld wordt. Staan er veel hoge objecten, zoals bomen of gebouwen, die de wind belemmeren, dan wordt van een slecht biotoop gesproken. Is het landschap om de molen vlak, zal men van een goed biotoop spreken, omdat er dan veel wind op de wieken gevangen kan worden.

## Handleiding
In de Europese Unie werd in het kader van het Corine-programma de CORINE gepubliceerd (ISBN 9992441577), een handleiding waarin honderden verschillende biotopen beschreven en gedefinieerd worden.